# Kastell Eislingen-Salach

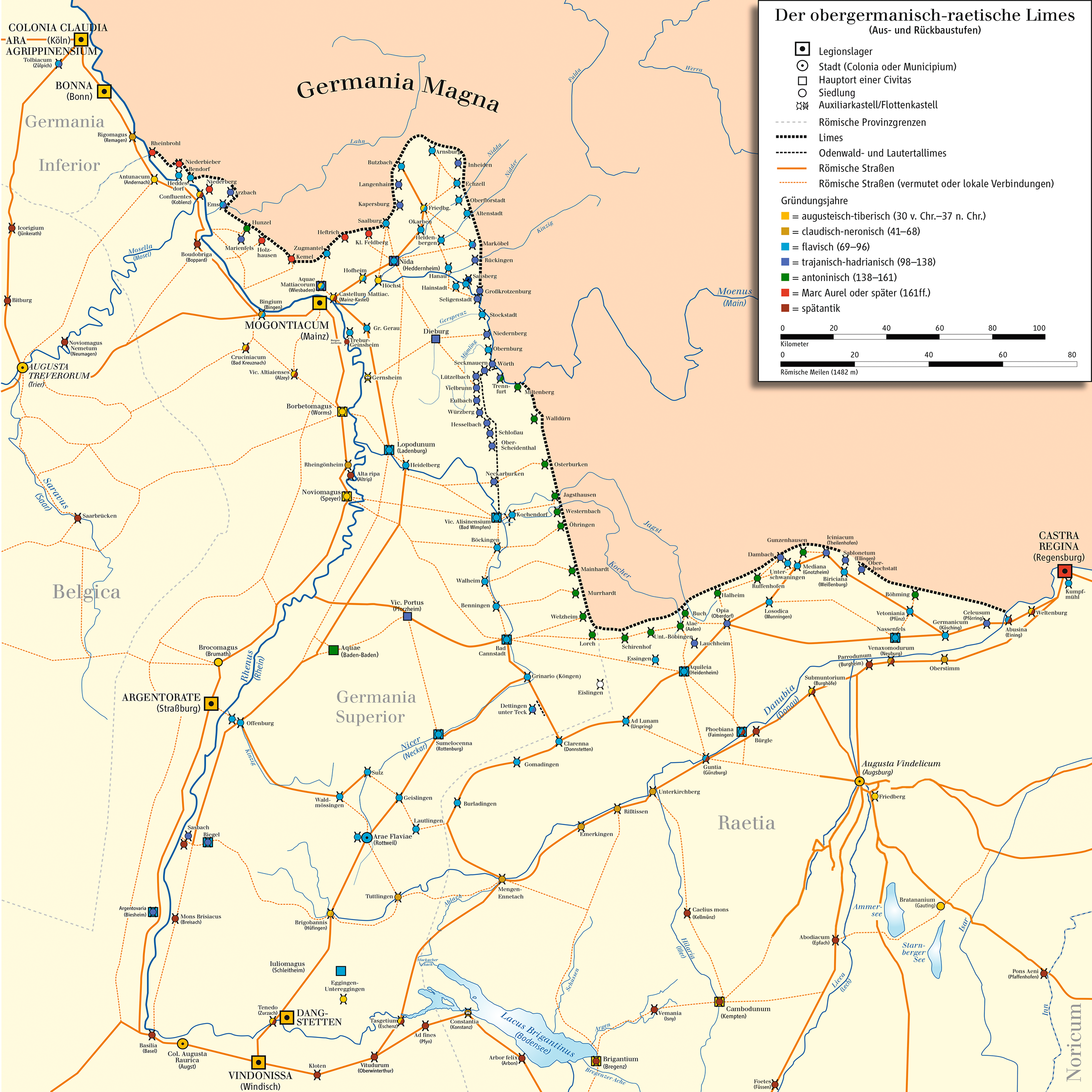
Lage des Kastells am Obergermanisch-Rätischen Limes

Das Kastell Eislingen-Salach war ein römisches Auxiliarkastell. Das ehemalige Militärlager liegt etwa 1,7 Kilometer östlich von Eislingen/Fils an der Markungsgrenze nach Salach im Landkreis Göppingen in Baden-Württemberg (Deutschland).

## Lage
Das ehemalige Kastell Eislingen-Salach liegt als oberirdisch nicht sichtbares Bodendenkmal unter den landwirtschaftlich genutzten Flächen im Gewann „Steiniger Esch“ rund 1,7 Kilometer östlich von Eislingen auf der Markungsgrenze mit Salach nördlich über der Fils. Ein Großteil des Kastellbereichs befindet sich nordöstlich der Landesstraße 1219 (Salacher Straße/Eislinger Straße), die Eislingen mit Salach verbindet, kurz vor dem Gewerbegebiet „Steiniger Esch“ von Salach. Das Areal ist in seiner südlichen Ecke von der L 1219 und von Hochbauten auf dem Flurstück 1104/1 der Gemeinde Salach überbaut.
In der Antike lag das Filstal im Machtbereich des Imperium Romanum. Das Kastell war dem Alblimes vorgelagert und befand sich im damals wohl noch nicht besetzten Gebiet und gehörte wohl zu einer Reihe von Erdkastellen entlang des mittleren Neckars.
Das Kastell markierte wohl auch die Grenze zwischen den römischen Provinzen Raetia und Germania superior, deren exakter Nord-Süd-Verlauf im Raum Eislingen unbekannt ist. Es ist bislang auch unbekannt, zu welcher Provinz es gehörte, welche Einheit dort lag und wie sein lateinischer Name war.
Bei Eislingen gabelt sich wohl eine Römerstraße in Richtung Heidenheim und in Richtung Urspring.

## Forschungsgeschichte

Digital geführter Plan mit den im Luftbild erkennbaren baulichen Strukturen von Umfassungsgraben, Südtor und Horreum.

Im Jahr 1951 stieß man bei Kanalisationsarbeiten an der unteren Stuttgarter Straße bei der ehemaligen Textilmaschinenfabrik Scheller in Eislingen in rund 1,70 Meter Tiefe auf eine Römerstraße, diese gilt als Nachweis einer Verbindungsstraße nach Urspring.
Im Jahr 1966 wurde auf einer Luftbildaufnahme des Luftbildarchäologen Albrecht Brugger aus Stuttgart-Echterdingen im Getreidebewuchs der Verlauf des Umfassungsgrabens eines bisher unbekannten römischen Kastells entdeckt. Es stellte sich heraus, dass bereits fast die vollständige Ostecke des Kastells zwischen dem südlichen Eckturm und dem Nordosttor durch die 1961 errichteten Fabrikhallen der Werkzeug- und Maschinenbaufirma Schaal zerstört worden war. Beim Bau dieses Fabrikgebäudes waren keinerlei Befunde aufgefallen. Die Werksgebäude wurden nach 1966 an ihrer Westflanke auf einer bisherigen Freifläche erweitert, wodurch erneut Kastellsubstanz verloren ging. Der komplette Baukomplex der Firma Schaal wurde nach deren Umzug 2015 wieder abgebrochen und bis 2016 durch einen Parkplatz sowie einen neuen Gewerbebau ersetzt.
Eine erste, sehr selektive archäologische Untersuchung fand im Dezember 1967 statt. Damals wurde ein Suchschnitt durch das Grabenwerk in unmittelbarer Nähe des Nordosttores gelegt. Im November 1969 durchschnitten Arbeiter bei der Verlegung einer Leitung der Landeswasserversorgung Baden-Württemberg erneut den Grabenbereich am Nordosttor. Eine genauere Untersuchung unterblieb aus Zeitgründen, dennoch fand eine oberflächliche Aufnahme des Befundes statt. Der Luftbildarchäologe Otto Braasch, der es als seine Aufgabe ansieht, schon bekannte Bodendenkmale weiter zu erkunden, konnte bei einem Prospektionsflug im Jahr 1989 zahlreiche hölzerne Innenbauten und eine massive Umwehrung mit Tor und Zwischentürmen nachweisen.
Ein 2008 geplanter Trassenverlauf der Nord-West-Umfahrung von Salach, die zum Teil auf Eislinger Markung gebaut werden soll, tangiert das Bodendenkmal „Römisches Kastell“. Eine Sicherung steht noch aus.

## Baugeschichte
Dietwulf Baatz vermutet, dass das Kastell Eislingen-Salach zur Zeit Kaiser Hadrians (117–138), wohl um 125 n. Chr., zeitgleich mit der neuen, weiter nach Norden vorgeschobenen Limesstraße entstand. Diese verlief nunmehr von Köngen durch das Filstal über Eislingen-Salach nach Heidenheim.
Aufgrund seiner geographischen Lage gehört es zweifellos in die Frühzeit der römischen Besetzung des mittleren Neckarlandes und bildete laut Dieter Planck wohl in der ersten Hälfte des 2. Jahrhunderts den Ersatz für die frühere Grenzziehung des Lautertal-Limes (die sogenannte Sibyllenspur), der zwischen Köngen (Grinario) und Donnstetten (Clarenna) den Neckar- mit dem Alblimes verband. Es war vermutlich die Verbindung mit dem östlichen Teil des Alblimes nach der Auflösung der Garnisonen Dornstetten, Urspring und Heidenheim.
Das Kastell bestand vermutlich nur bis zur Verlegung des Limes vom Filstal in das Remstal um das Jahr 159 n. Chr. und wurde möglicherweise vom Kastell Schirenhof ersetzt.

## Kastell
Nach den Befunden aus den kleineren Untersuchungen und der Luftbildauswertung war Eislingen-Salach ein reines Holz-Erde-Kastell mit fast rechteckigem Grundriss, das nie in Stein ausgebaut wurde. Dies spricht wohl für eine relativ kurze Nutzungsdauer. Die Innenfläche der rund 140 × 164 × 164 × 140 × 156 Meter großen Anlage umfasste wohl 2,20 Hektar, was als reguläre Lagergröße für eine in diesem Fall unbekannte Kohorte gilt. An allen vier Seiten ist ein singulärer, umlaufender Spitzgraben nachgewiesen, der wie der als Holz-Erde-Konstruktion errichtete Wall an den vier Ecken abgerundet war (Spielkartenform). Vier Tore an jeder Seite ermöglichten den Zugang zum Kastell.
Das Landesdenkmalamt Baden-Württemberg ließ 1967 im Flurstück 1103 einen Suchschnitt entlang des Feldwegs anlegen, der von Norden nach Süden quer durch das Lagerareal führt und am Standort des einstigen südlichen Eckturms in die Verbindungsstraße L 1219 von Eislingen nach Salach mündet. Da der Feldweg schräg über den nordöstlichen Graben verlief, stieß auch der Suchschnitt spitzwinklig durch das Grabenwerk. So konnte dessen genaue Breite nicht sicher festgestellt werden. Da der Schnitt fast unmittelbar am dortigen Tor erfolgte, ist die eingemessene Grabentiefe von 1,30 Metern unter der damaligen Geländeoberkante nicht zwingend exemplarisch für dessen Normaltiefe. Wahrscheinlich war damals der Grabenkopf geschnitten worden, denn nachweislich im Süden, Westen und Norden setzte der Wehrgraben vor den Toren aus. Der Spitzgraben wurde in den anstehenden Schotter der Fils getieft. Seine humose Füllung war insbesondere an der Südseite des Schnittes stark kiesig durchsetzt. Aus der Verfüllung auf Höhe der Grabensohle konnte als einziges Fundstück dieser Untersuchung das Halsbruchstück eines Einhenkelkruges geborgen werden. Dieses Keramikstück ließ eine Datierung auf das Ende des 1. Jahrhunderts n. Chr. zu, was eine, wenn auch sehr eingeschränkte Chronologie der Verfüllschichten ermöglichte. Die 1969 vorgenommene Baubegleitung fand erneut an der längsseitigen Nordostfront in der Nähe des Tores statt. Diesmal konnte der Umfassungsgraben mit einer noch vorhandenen Breite von sechs Metern eingemessen werden. Er war in diesem Bereich zwischen 1,20 und 1,40 Meter tief erhalten. Da auch dieser Schnitt höchstwahrscheinlich in Grabenkopfnähe erfolgte, konnte wohl auch diesmal die normale Grabentiefe nicht ermittelt werden.
Hinter dem Südwesttor ist ein hölzerner Speicherbau (Horreum) im Luftbild dokumentiert. In einem sehr beschränkten Ausschnitt konnte 1969 im Lagerinneren unter einer kaum 0,20 Meter starken Humusabdeckung lediglich der in diesem Bereich anstehende sterile Lehm beobachtet werden. Eine Kulturschicht war nicht mehr erkennbar. Dies spricht dafür, dass das Lagerareal einer fortgeschrittenen Erosion ausgesetzt war. Da bisher kaum Funde geborgen worden sind, ist eine Festlegung der Zeitstellung dieses Garnisonsplatzes schwierig und kann nur vermutet werden.

## Denkmalschutz und Fundverbleib
Das Bodendenkmal Kastell Eislingen-Salach ist geschützt als eingetragenes Kulturdenkmal im Sinne des Denkmalschutzgesetzes des Landes Baden-Württemberg. Nachforschungen und gezieltes Sammeln von Funden sind genehmigungspflichtig, Zufallsfunde an die Denkmalbehörden zu melden. Das spärliche Fundmaterial befindet sich im Bestand des Württembergischen Landesmuseums in Stuttgart.